# Sălătruc (okręg Mehedinți)
Sălătruc – wieś w Rumunii, w okręgu Mehedinți, w gminie Greci. W 2011 roku liczyła 184 mieszkańców.